# Свободный нейтрон
Свобо́дный нейтро́н — нейтрон, существующий вне атомного ядра.
Свободный нейтрон бета-радиоактивен с периодом полураспада около 10 минут (608,9 ± 0,3 секунды), что соответствует характерному времени жизни около 15 минут (878,4 ± 0,5 секунды). Существует расхождение в результатах измерений разными методами. Однако, попав в вещество, свободные нейтроны охотно поглощаются ядрами атомов. Скорость поглощения зависит от энергии (скорости движения) нейтрона и сечения захвата, специфичного для каждого изотопа, поглощающего нейтроны. Так, тепловые нейтроны, имеющие среднюю скорость 2200 м/с (температура около 300 K), в воде захватываются протонами в среднем через 230 мкс. Свободные нейтроны очень низких энергий (так называемые «ультрахолодные нейтроны») можно хранить в специальных сосудах в вакууме до их естественного распада, поскольку они испытывают полное внутреннее отражение от стенок сосуда.
В больших количествах свободные нейтроны получают в цепной ядерной реакции деления в ядерном реакторе. Существуют также специальные источники свободных нейтронов.
Свободный нейтрон иногда рассматривают как один из изотопов элемента с нулевым атомным номером в таблице Менделеева — нейтрония.
На околосветовых скоростях (например в космических лучах) свободные нейтроны существуют дольше из-за релятивистского замедления времени. Так, при скорости {\displaystyle v=(1-10^{-6})c=0,999999c} время жизни в лабораторной системе отсчёта увеличивается в {\displaystyle \gamma =1/{\sqrt {1-v^{2}/c^{2}}}\approx 700} раз и составляет порядка недели.